# Indian Women’s League 2017/18
Die Indian Women’s League 2017/18 war die zweite Spielzeit der indischen Fußballliga der Frauen gewesen. Titelverteidiger war Eastern Sporting Union. Die Saison begann mit der Vorrunde im November 2017 und endete am 14. April 2018 mit dem Meisterschaftsfinale.

## Modus
Zuerst spielten alle Vereine verteilt auf zwei Vorrundengruppen um die 6 Hauptrundenplätze. Die jeweils besten 3 Mannschaften erreichten die Hauptrunde. In der Hauptrunde spielten die besten 7 Mannschaften (Gokulam Kerala FC trat erst in der Hauptrunde an) um die 4 Meisterschaftsrundenplätze. In der Meisterschaftsrunde wurde über das Knock-Out-System die Finalisten ermittelt. Der Gewinner des Finales, wurde IWL-Meister 2017/18.

## Saison

### Vorrunde
- Gruppe A

| Pl. | Verein                          | Sp. | S | U | N | Tore    | Diff. | Punkte |
| --- | ------------------------------- | --- | - | - | - | ------- | ----- | ------ |
| 1.  | Rising Student Club             | 4   | 3 | 1 | 0 | 026:200 | +24   | 10     |
| 2.  | Indira Gandhi Academy           | 4   | 3 | 0 | 1 | 023:400 | +19   | 09     |
| 3.  | Sethu FC                        | 4   | 2 | 1 | 1 | 019:600 | +13   | 07     |
| 4.  | J&K State Sports Council        | 4   | 1 | 0 | 3 | 002:120 | −10   | 03     |
| 5.  | Baroda Football Academy         | 4   | 0 | 0 | 4 | 000:460 | −46   | 0      |
| 6.  | Capital Complex Sporting Club 1 | 0   | 0 | 0 | 0 | 000:000 | ±0    | 0      |

- Gruppe B

| Pl. | Verein                        | Sp. | S | U | N | Tore    | Diff. | Punkte |
| --- | ----------------------------- | --- | - | - | - | ------- | ----- | ------ |
| 1.  | Eastern Sporting Union        | 6   | 5 | 1 | 0 | 020:200 | +18   | 16     |
| 2.  | KRYPSHA                       | 6   | 4 | 1 | 1 | 012:500 | +7    | 13     |
| 3.  | United Warriors Sporting Club | 6   | 4 | 0 | 2 | 015:100 | +5    | 12     |
| 4.  | Chandney Sporting Club        | 6   | 2 | 1 | 3 | 008:150 | −7    | 07     |
| 5.  | Hans Women’s Football Club    | 6   | 1 | 2 | 3 | 007:110 | −4    | 05     |
| 6.  | Rush Soccer                   | 6   | 1 | 1 | 4 | 005:140 | −9    | 04     |
| 7.  | SAI Women′s Football Team     | 6   | 1 | 0 | 5 | 002:190 | −17   | 03     |

### Hauptrunde
| Pl. | Verein                 | Sp. | S | U | N | Tore    | Diff. | Punkte |
| --- | ---------------------- | --- | - | - | - | ------- | ----- | ------ |
| 1.  | KRYPSHA                | 6   | 4 | 2 | 0 | 024:300 | +21   | 14     |
| 2.  | Eastern Sporting Union | 6   | 4 | 2 | 0 | 011:500 | +6    | 14     |
| 3.  | Sethu FC               | 6   | 4 | 1 | 1 | 011:900 | +2    | 13     |
| 4.  | Rising Student Club    | 6   | 3 | 1 | 2 | 011:500 | +6    | 10     |
| 5.  | Gokulam Kerala FC      | 6   | 1 | 1 | 4 | 006:120 | −6    | 04     |
| 6.  | Indira Gandhi AS&E     | 6   | 1 | 0 | 5 | 008:290 | −21   | 03     |
| 7.  | Rush Soccer            | 6   | 0 | 1 | 5 | 004:120 | −8    | 01     |

| Nach 5. Spieltag:                            |  |
| Teilnahme an der Meisterschaftsrunde der IWL |  |
|                                              |  |

### Meisterschaftsrunde
- Halbfinale, 12. April 2018

|                        | Ergebnis        |                     |
| ---------------------- | --------------- | ------------------- |
| KRYPSHA                | 0:0 (3:4 i. E.) | Rising Student Club |
| Eastern Sporting Union | 2:0 n. V.       | Sethu FC            |

- Finale, 14. April 2018

|                     | Ergebnis        |                        |
| ------------------- | --------------- | ---------------------- |
| Rising Student Club | 1:1 (5:4 n. E.) | Eastern Sporting Union |

## Ausländische Spieler
Jeder Verein darf nur 3 Ausländische Spieler während der Saison verpflichten. Des Weiteren darf jedes Team drei Ausländische Spieler gleichzeitig während eines Spieles einsetzten.
| Mannschaft             | Spieler 1      | Spieler 2     | Spieler 3    |
| ---------------------- | -------------- | ------------- | ------------ |
| Eastern Sporting Union |                |               |              |
| Gokulam Kerala         | Fazila Ikwaput | Ritah Nabbosa |              |
| Indira Gandhi AS&E     |                |               |              |
| KRYPHSA                |                |               |              |
| Rising Student’s Club  |                |               |              |
| Rush Soccer            |                |               |              |
| Sethu FC               | Tanvie Hans    | Sabina Khatun | Krishna Rani |